# Ashley McGuire
Ashley McGuire (15 maggio 1972) è un'attrice britannica.

## Biografia
Ashley McGuire ha studiato recitazione al Rose Bruford College di Londra e dopo la laurea ha recitato assiduamente sulle scene londinesi. Particolarmente apprezzata è stata la sua interpretazione nel ruolo di Falstaff in un allestimento al femminile di Enrico IV alla Donmar Warehouse nel 2014. Sul piccolo schermo è nota soprattutto per i ruoli ricorrenti o principali di Ginny in Coronation Street, Carol in EastEnders e della governante Davies in Malory Towers.

## Filmografia parziale

### Cinema
- Ruby Blue, regia di Jan Dunn (2007)
- Harry Brown, regia di Daniel Barber (2009)
- Harry Potter e i Doni della Morte - Parte 1 (Harry Potter and the Deathly Hallows - Part 1), regia di David Yates (2010)
- Harry Potter e i Doni della Morte - Parte 2 (Harry Potter and the Deathly Hallows - Part 2), regia di David Yates (2011)
- Posh (The Riot Club), regia di Lone Scherfig (2014)
- Bridget Jones's Baby, regia di Sharon Maguire (2016)
- Solo: A Star Wars Story, regia di Ron Howard (2018)
- Attenti a quelle due (The Hustle), regia di Chris Addison (2019)
- The Gentlemen, regia di Guy Ritchie (2019)

### Televisione
- Casualty – serie TV, episodio 16x12 (2001)
- EastEnders – serie TV, 16 episodi (2009-2019)
- Metropolitan Police (The Bill) – serie TV, episodio 25x24 (2009)
- Law & Order: UK – serie TV, episodio 4x4 (2010)
- Coronation Street – serie TV, 9 episodi (2011)
- Malory Towers – serie TV, 34 episodi (2020-2022)
- It's a Sin – serie TV, episodi 1x3, 1x5 (2021)
- This Is Going to Hurt – serie TV, 7 episodi (2022)

## Doppiatrici italiane
- Chiara Salerno in Malory Towers
- Valentina Maselli in Non volere volare